# Муша (остров)
Остров Муша — коралловый остров у побережья Джибути. Остров является частью региона Джибути. 

## История
В августе 1840 г. в договоре о дружбе и торговле между султаном Мухаммедом бен Мухаммедом из Таджуры и командиром ВМС Индии Робертом Морсби описывается продажа острова Муша Великобритании за десять мешков риса. В 1887 году Великобритания уступила суверенитет острова Франции, признав сферу влияния Франции в заливе Таджура, в обмен на отказ Франции от любых прав на Сайлу и соседние острова Саад ад-Дин.
В 1900 году на острове была построена карантинная станция для размещения людей, находящихся на карантине, но в конечном итоге она не использовалась из-за нехватки медицинского персонала.
Острова использовались Генрихом де Монфрайдом в 1914 году как склад для продажи контрабандного оружия. После того, как склад был обнаружен, на острове был сформирован «отряд местных охранников». Эта контрольная станция была ликвидирована в мае 1915 года.

## Физическая география
Остров Муша — самый большой остров в Джибути. Остров протяжённостью менее 3 км, окружён небольшими островами Маскали, несколькими островками и коралловым рифом. Он расположен примерно в 15 км к северу от столицы Джибути.

### Климат
Преобладают солнечные дни и высокие температуры в течение года. Обладая засушливым климатом (Köppen: BWh), температура колеблется от очень тёплой в декабре, январе и феврале до чрезвычайно жаркой в июле. Есть два сезона: летний сухой сезон с мая по октябрь и относительно прохладный сезон с ноября по апрель (зима).

## Экономика
Экономика Мучи основана преимущественно на услугах и туризме. Остров является одним из популярных мест отдыха в Джибути. Муша, главный город на острове, обслуживается аэропортом Мучи. Все эти острова, иногда все вместе называемые островами Муша, являются популярными местами для дайвинга.

## Галерея

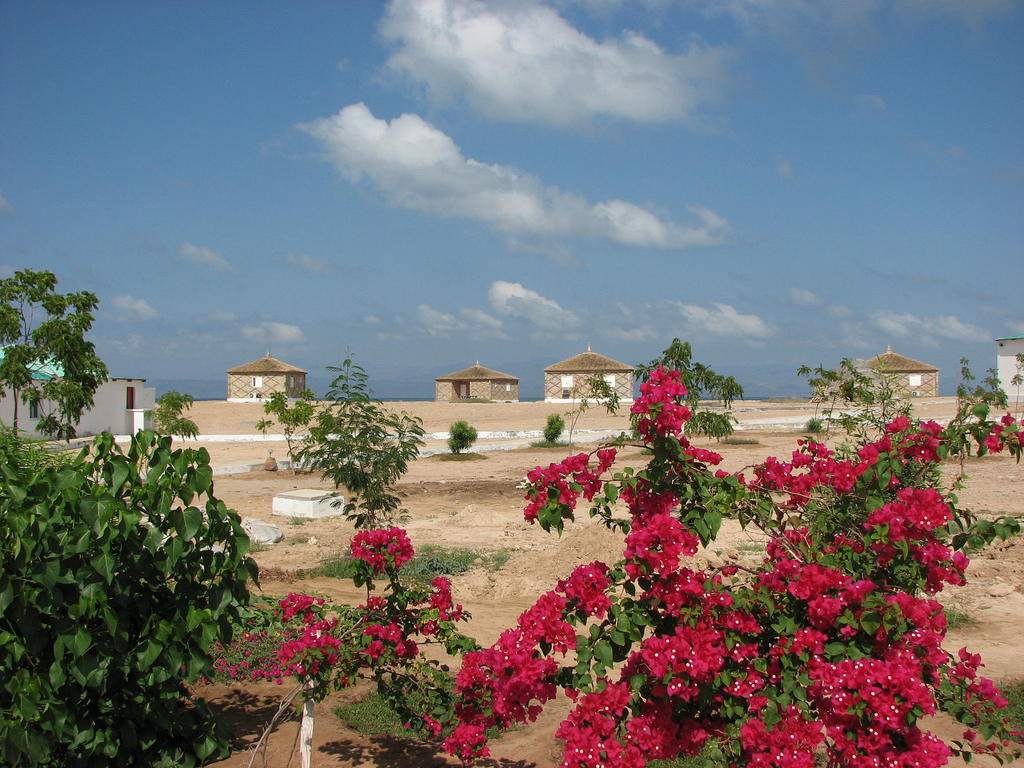
Вид на остров Муча
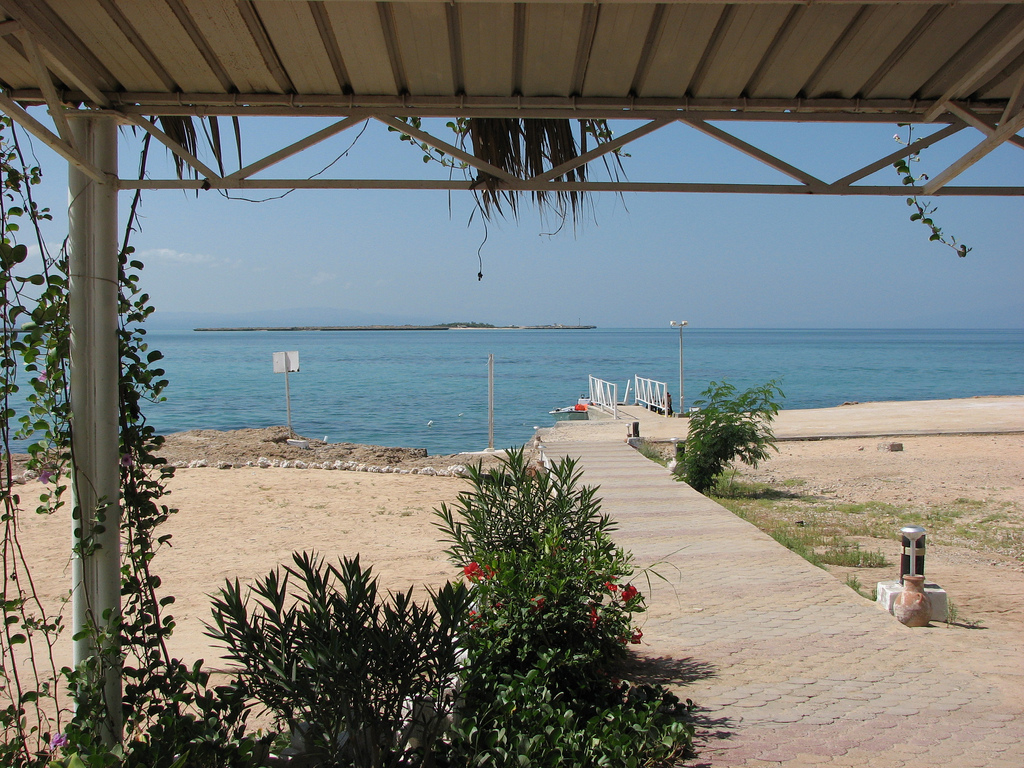
Вид на пляж
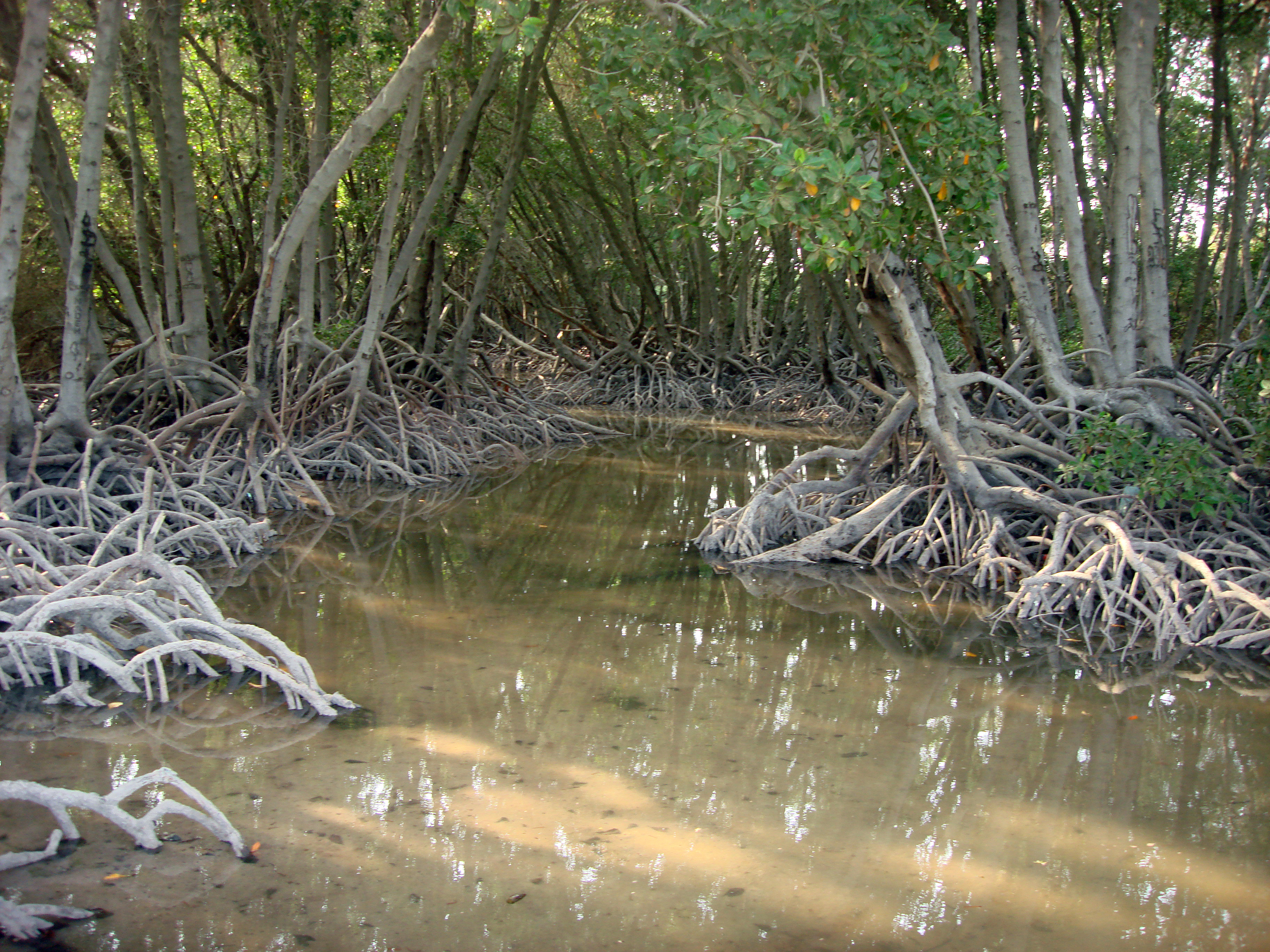
Мангровое болото Мучи